# 潮干狩り戦隊ホルンジャー
潮干狩り戦隊ホルンジャー（しおひがりせんたいホルンジャー）は、兵庫県たつの市御津町にある新舞子観光協同組合のローカルヒーロー。

## 概要
春になれば賑わっていた新舞子海水浴場、時代は流れ、潮干狩りというレジャーに陰りが出始め新舞子への来場客が激変、存続のピンチに追い込まれた。町おこし・地域再生の願いをヒーローに託し、新舞子の再ブームを狙う。

## ストーリー
忘れかけた「潮干狩り」の心を取り戻す為、悪の組織ダークオーシャンと闘う潮干狩り戦隊ホルンジャー。ピンチの際は子供達からパワーをもらって、新舞子の安全と平和を守る。

## 制作
- 新舞子観光協同組合では赤字経営が続いており、存続のピンチで制作費が出ない中PV撮影が行われる
- 全てボランティアで企画制作が行われる
- 基本的には播磨地区のスタッフで行われる
- 大阪からのキャスト協力
- 取り組みに「たつの市長」もエールをいただき、出演の運びとなる
- 企画・制作：ホルンジャー制作実行委員会

## キャスト
- 潮干狩り戦隊「ホルンジャー」
  - ホルングリーン：花鳥風月 緒形夏美（友情出演）
  - ホルンイエロー：にしね・ザ・タイガー（友情出演）
  - ホルンブルー：ソエジマ隊員（友情出演）
  - ホルンレッド：縛りやトーマス（友情出演）
  - ホルンピンク：松尾優輝
- 市長：たつの市長 山本実
- 悪の怪人 ダークオーシャン：マサドラゴン、かんちゃん
- 怪人に襲われる女性A＆組合員：ひろちゃん
- 組合員：新舞子観光協同組合員

## 主題歌
「get!fight!! ホルンジャー」
- 作詞：しんちゃん＆ロイ・ボスティ
- 歌：しんちゃん（コロネXY-Z）
- セリフ：ロイ・ボスティ
- 作曲/編曲：川島隆臣
- レコーディング・エンジニア：妹尾知茂